# Муніципальна корпорація
Муніципальна корпорація — це юридичний термін для місцевого органу управління, включаючи (але не обов’язково обмежуючись цим) міста, округи, селища, селища, чартерні селища, села та райони. Термін також можна використовувати для опису муніципальних корпорацій.

## Муніципальна корпорація як місцеве самоврядування
Муніципальна інкорпорація відбувається, коли такі муніципалітети стають самоврядними утвореннями відповідно до законів штату чи провінції, в якій вони розташовані. Часто ця подія відзначається присудженням або проголошенням муніципального статуту. Статут міста, статут міста або муніципальний статут — це юридичний документ, що засновує муніципалітет, наприклад місто чи селище. 

## Дивись також
- Невключена територія
- Муніципалітет